# Diogo Filipe Monteiro Pinto Leite
Diogo Filipe Monteiro Pinto Leite, más conocido como Diogo Leite, (Oporto, 23 de enero de 1999) es un futbolista portugués que juega de defensa en el F. C. Union Berlin de la 1. Bundesliga.

## Trayectoria
Diogo Leite comenzó su carrera deportiva en el Oporto B en 2017.
Debutó con el Oporto en la Supercopa de Portugal de 2018, donde formó pareja defensiva con Felipe Monteiro. El Oporto logró vencer por 3-1 al Desportivo Aves, logrando así el título. Después de esta victoria renovaron a Diogo Leite hasta 2023.
El 11 de agosto de 2018 debutó en la Primeira Liga, en la victoria del Oporto por 5-0 frente al GD Chaves. Marcó su primer gol con el Oporto solo un fin de semana después, frente al Belenenses SAD.

## Selección nacional
Leite fue internacional sub-16, sub-17, sub-18 y sub-19 con la selección de fútbol de Portugal. En la actualidad es internacional sub-20 y sub-21.
Con la selección sub-17 ganó el Campeonato Europeo Sub-17 de la UEFA 2016, donde además fue incluido en el equipo ideal del campeonato.

## Clubes
| Club                        | País     | Año       |
| --------------------------- | -------- | --------- |
| F. C. Oporto "B"            | Portugal | 2017-2018 |
| F. C. Oporto                | Portugal | 2018-2023 |
| S. C. Braga (cedido)        | Portugal | 2021-2022 |
| F. C. Union Berlin (cedido) | Alemania | 2022-2023 |
| F. C. Union Berlin          | Alemania | 2023-     |

## Palmarés

### Títulos nacionales
| Título                | Club         | País     | Año  |
| --------------------- | ------------ | -------- | ---- |
| Supercopa de Portugal | F. C. Oporto | Portugal | 2018 |
| Primeira Liga         | F. C. Oporto | Portugal | 2020 |
| Copa de Portugal      | F. C. Oporto | Portugal | 2020 |
| Supercopa de Portugal | F. C. Oporto | Portugal | 2020 |

### Títulos internacionales
| Título         | Club (*)                               | Sede       | Año  |
| -------------- | -------------------------------------- | ---------- | ---- |
| Europeo sub-17 | Selección de fútbol sub-17 de Portugal | Azerbaiyán | 2016 |

(*) Incluyendo la selección.